# Sydney Bettex
Sydney Bettex (* 5. Februar 1922 in Chertsey, Vereinigtes Königreich; † 18. Juni 2004 in Tournan-en-Brie, Frankreich) war ein britischer Filmarchitekt beim französischen Film.

## Leben
Bettex kam schon in sehr jungen Jahren nach Frankreich und blieb dort auch während der deutschen Besatzungszeit 1940 bis 1944. 1943 debütierte er beim Film und erlernte das praktische Handwerk als Assistent des Filmarchitekten Lucien Carré. Seit 1946 ist er als Szenenbildnerassistent nachzuweisen, im August 1956 wurde er an Carrés Seite (bei „Junge Rosen im Wind“) Chefarchitekt. 
Bettex entwarf seit Beginn seiner Karriere zumeist Dekorationen zu filmhistorisch kaum bedeutenden Produktionen. Ab Beginn der 1960er Jahre konzentrierten sich seine Filmbautenentwürfe auf die Lustspielinszenierungen von Jean Girault, in denen häufig Louis de Funès die Hauptrolle verkörperte. Mit Giraults und de Funès‘ Tod, zeitgleich mit der Vollendung seines 60. Geburtstags, zog sich Bettex von der aktiven Filmarbeit zurück.

## Filmografie
nur als Chefarchitekt beim Kinofilm
- 1956: Junge Rosen im Wind (Les collégiennes)
- 1957: Meine Frau ist zum Schreien (Les femmes sont marrantes)
- 1957: Paris tabu (Mademoiselle strip-tease)
- 1957: Alchimie der Liebe (Amour de poche)
- 1957: Zyankali (La bonne tisane)
- 1958: ...ein Liebespaar (Péché de jeunesse)
- 1958: Wenn Louis eine Reise tut (Taxi, roulotte et corrida)
- 1959: Pantalaskas
- 1960: Die Haut und die Knochen (La peau et les os)
- 1960: Die Sahara brennt (Le Sahara brûle)
- 1961: Zarte Haut in schwarzer Seide (De quoi tu te mêles Daniela!)
- 1961: Les livreurs
- 1962: Die Schlange (Accident)
- 1962: Fünf Glückspilze (Les veinards)
- 1963: Quietsch… quietsch… wer bohrt denn da nach Öl? (Pouic-Pouic)
- 1963: Balduin, der Geldschrankknacker (Faites sauter la banque)
- 1964: Der Gendarm von St. Tropez (Le gendarme de Saint-Tropez)
- 1964: Les gorilles
- 1965: Le reflux
- 1965: Der Gendarm vom Broadway (Le gendarme à New York)
- 1966: Der Herr Generaldirektor (Monsieur le président-Directeur-Général)
- 1967: Balduin, der Ferienschreck (Les grandes vacances)
- 1967: Un drôle de colonel
- 1968: Balduin, der Heiratsmuffel (Le gendarme se marie)
- 1969: La maison de campagne
- 1969: Das Gesetz im Westen von Pecos (Le Juge)
- 1970: Balduin, der Schrecken von St. Tropez (Le gendarme en balade)
- 1970: La servante
- 1971: Hasch mich, ich bin der Mörder (Jo)
- 1972: I am a Dancer (Dokumentarfilm)
- 1973: Le permis de conduire
- 1973: Zwei süße Mädchen und ein Pyjama (Deux grandes filles dans un pyjama)
- 1974: Les murs ont des oreilles
- 1975: L’intrépide
- 1976: Zwei scheinheilige Brüder (L’année sainte)
- 1977: Le mille-pattes fait des claquettes
- 1978: Horoskop mit Hindernissen (L’horoscope)
- 1979: Louis’ unheimliche Begegnung mit den Außerirdischen (Le Gendarme et les Extra-terrestres)
- 1979: Mein Partner Davis (L’associé)
- 1980: Louis, der Geizkragen (L’Avare)
- 1981: Louis und seine außerirdischen Kohlköpfe (La Soupe aux choux)
- 1982: Louis und seine verrückten Politessen (Le Gendarme et les Gendarmettes)